# 탈란트 마미토프

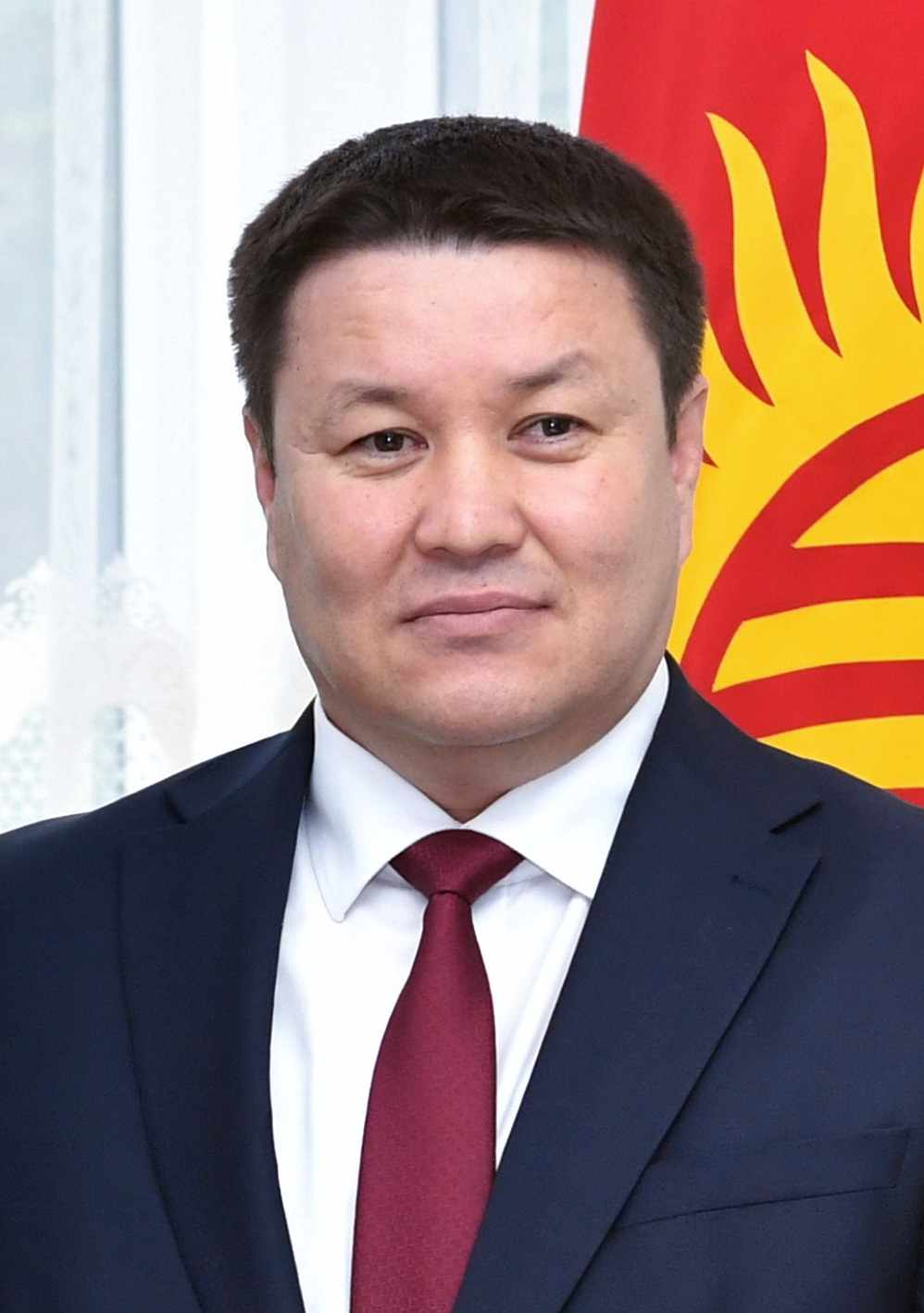

탈란트 투르두마마토비치 마미토프(키르기스어: Талант Турдумамат уулу Мамытов, 러시아어: Талант Турдумаматович Мамытов, 1976년 3월 14일 ~ )는 키르기스스탄의 정치인이다. 2020년 11월 4일부터 2022년 10월 5일까지 키르기즈 공화국 최고회의 의장으로 역임했다. 소속정당은 레스푸블리카-아타 주르트이다. 2020년 11월 14일부터 2021년 1월 28일까지 대통령 권한대행을 겸하여 수행하였다.
| 전임 (권한대행)사디르 자파로프 | 키르기스스탄의 대통령 권한대행 2020년 11월 14일 ~ 2021년 1월 28일 | 후임 사디르 자파로프 |